# Nová Ves (okres Český Krumlov)
Obec Nová Ves (německy Neudorf bei Berlau) leží v okrese Český Krumlov. Katastrální území obce má rozlohu 994 ha. Žije zde 401 obyvatel.
Ve vzdálenosti 17 km východně leží statutární město České Budějovice, 17 km jižně město Český Krumlov, 19 km západně město Prachatice a 22 km severně město Vodňany. Obcí protéká Chmelenský potok.

## Pamětihodnosti
- Usedlost čp. 14 (z té památkově chráněna jen část: obytný dům, kolna, ohradní zeď s bránou a brankou)
- Výklenková kaplička, na návsi
- Výklenková kaplička, směr Brloh
- Výklenková kaplička, směr Brloh
- Výklenková kaplička, směr Chmelná
- Novoveské duby, památné stromy, 60 dubů letních na hrázi a severovýchodním břehu Podnovoveského rybníka

## Místní části
- Nová Ves
- České Chalupy